# Economia de Campina Grande

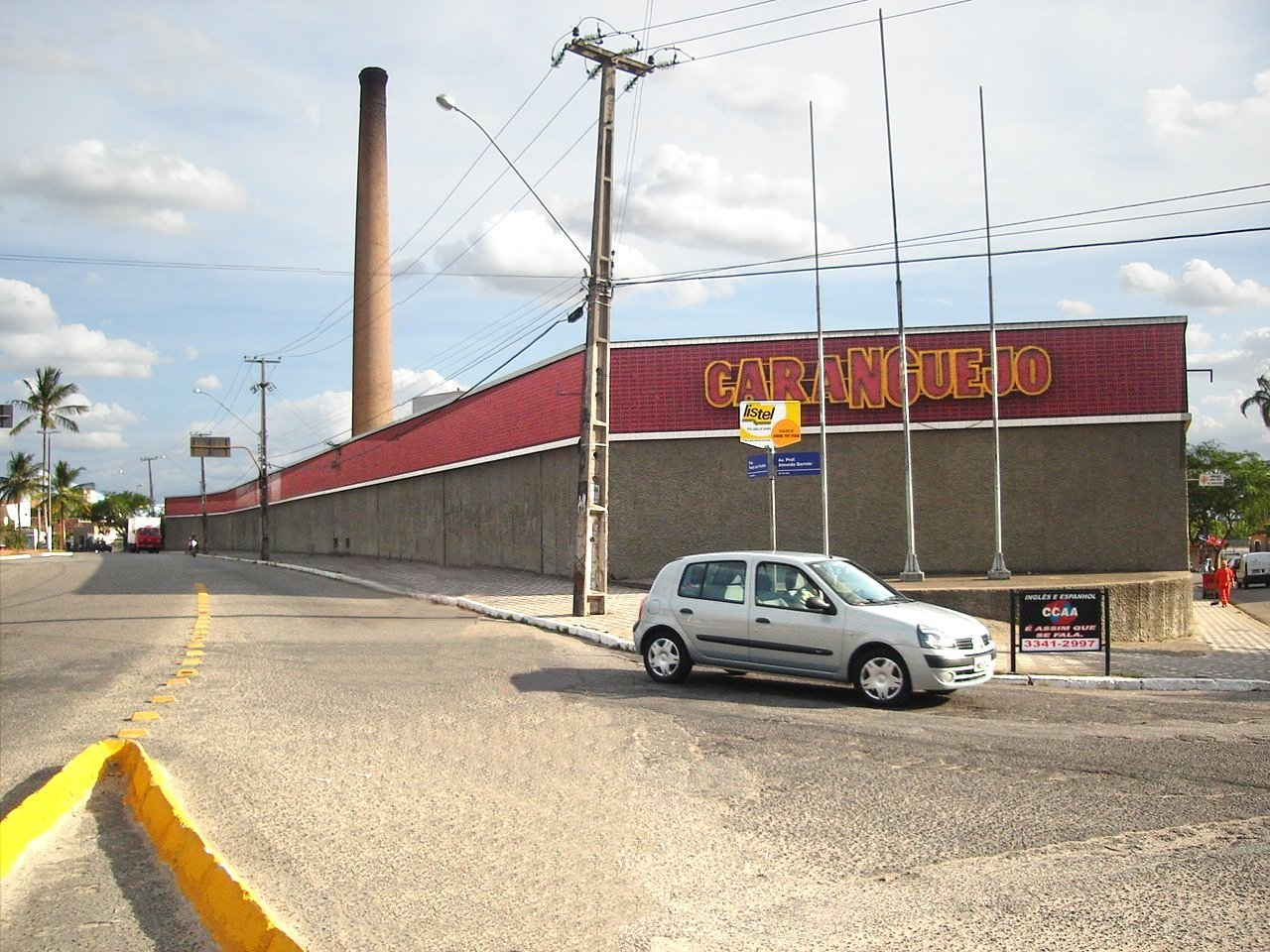
Fábrica da Caranguejo.

De acordo com a estimativa do IBGE do ano de 2006, o PIB de Campina Grande foi de 2,718 bilhões de reais (0,12% do PIB nacional). Logo, houve um crescimento de 70,3 % entre os PIB dos anos de 2003 (1,9 bi) e 2006.
Em 2006, Campina Grande se mostrou uma das quatro cidades com maior PIB do interior do Nordeste, que foram: Feira de Santana - BA (3,853 bi), Campina Grande - PB (2,718 bi), Mossoró - RN (2,127 bi) e Petrolina - PE. Neste ano, o setor industrial apresentou um bom desempenho, principalmente em vestuário e calçados.
As principais atividades econômicas do município de Campina Grande são: extração mineral; culturas agrícolas; pecuária; indústrias de transformação, de beneficiamento e de desenvolvimento de software; comércio varejista, atacadista e serviços. O município é grande produtor de software para exportação.
A posição privilegiada de Campina Grande contribui para que seja um centro distribuidor e receptor de matéria-prima e mão de obra de vários estados. Campina Grande tem grande proximidade com três capitais brasileiras: Natal, João Pessoa e Recife. Além disso, dentro do próprio estado, situa-se no cruzamento entre a BR-230 e a BR-104.

## Setores
Até em 2003, Campina Grande possuía aproximadamente 1229 fábricas (atividade industrial), 200 casas de comércio atacadista e 3.200 unidades de comércio varejista. No setor de prestação de serviços, Campina Grande é um importante centro econômico, especialmente para as dezenas de cidades que fazem parte do Compartimento da Borborema. Na agricultura, destaca-se o algodão herbáceo, feijão, mandioca, milho, sisal, além de outros produtos de natureza hortifrutigranjeira que representam 6.000 toneladas mensalmente comercializadas.
A pecuária atua em função da bacia leiteira. Já em 1934, era inaugurada a primeira usina de pasteurização do município.
A área de informática movimenta anualmente cerca de 30 milhões de dólares, com cerca de 50 empresas de pequenas, médio e grande porte.

## Feiras públicas
Antes do crescimento da cidade no início do século XX devido à cultura do algodão, foram as feiras que representaram a principal atividade econômica da localidade. A Feira de Campina Grande se tornou conhecida nacionalmente por conta de sua diversidade e amplitude. É uma das maiores do Nordeste. Ao total, Campina Grande possui mais de oito feiras livres: a principal (primeira), a "arca titão" e "arca catedral", no centro da cidade; a feira da Prata, Bodocongó, e em outros bairros.
Nas feiras são encontrados alimentos, produtos agropecuários, móveis, utensílios domésticos, de vestuários, calçados, ferramentas agrícolas e outros produtos.

## Incentivos fiscais
De acordo com a Prefeitura Municipal, o município concede alguns benefícios fiscais com prazos de 20 anos, na forma de isenções de tributos do município:
- renúncia do Imposto sobre Circulação de Mercadoria e Serviços (ICMS) pertencente ao Município;
- isenção do Imposto Predial e Territorial Urbano (IPTU);
- isenção de Taxa de Licença para Execução de Obra;
- isenção do Imposto de Transmissão de Bens Imóveis (ITBI);
- execução parcial ou total de serviços de terraplenagem e infra-estrutura do terreno.

## Empresas
De acordo com a Federação das Indústrias do Estado da Paraíba (FIEP),  a Paraíba contava com 40.908 empresas no ano de 2003, que geravam mais de 65.000 empregos.
As empresas com maior contribuição do ICMS industrial do estado são primeiramente as empresas de telecomunicação (14,4% do total), em seguida duas campinenses: São Paulo Alpargatas S/A com 7,5% de participação e Souza Cruz S/A, com 5,8%.
Abaixo estão listadas as principais empresas situadas em Campina Grande, segundo as maiores contribuições de ICMS do estado.
- São Paulo Alpargatas S.A.
- Refinações de Milho Brasil Ltda.
- São Braz S/A
- Bentonit União Nordeste S/A
- Cadersil Industrial Ltda
- Campina Grande Industrial S/A – CANDE
- ILCASA – Indústria de Laticínios de Campina Grande
- Indústria Metalúrgica Silvana S/A
- IPELSA – Industria de Papel e Celulose da Paraíba
- ENERGISA
- EMBRATEX – Coteminas
- WENTEX
- AMERICANFLEX
- POLIGRAN – Polimentos de Granitos

## Agricultura
A agricultura é bastante diversificada. Destaca-se o algodão herbáceo, algodão colorido, feijão, mandioca, milho, sisal, além de outros produtos de natureza hortifrutigranjeira que representam 6.000 toneladas mensalmente comercializadas. Abaixo, dados da produção agrícola de Campina Grande.
| Lavoura                      | Quantidade produzida (ton.) | Valor da produção (R$ mil) | Área plantada (ha.) | Área colhida (ha.) | Rendimento médio (kg/ha.) |
| ---------------------------- | --------------------------- | -------------------------- | ------------------- | ------------------ | ------------------------- |
| Abacate                      | 30                          | 4                          | 2                   | 2                  | 15.000                    |
| Algodão arbóreo (em caroço)  | 36                          | 40                         | 60                  | 60                 | 600                       |
| Algodão herbáceo (em caroço) | 18                          | 11                         | 40                  | 40                 | 450                       |
| Banana                       | 150                         | 33                         | 10                  | 10                 | 15.000                    |
| Batata-doce                  | 48                          | 14                         | 4                   | 4                  | 12.000                    |
| Castanha-de-caju             | 6                           | 4                          | 10                  | 10                 | 600                       |
| Coco-da-baía                 | 40 (mil frutos)             | 8                          | 10                  | 10                 | 4.000 (frutos/ha.)        |
| Fava                         | 150                         | 128                        | 300                 | 300                | 500                       |
| Feijão (em grão)             | 1.200                       | 960                        | 3.500               | 3.500              | 342                       |
| Goiaba                       | 60                          | 13                         | 5                   | 5                  | 12.000                    |
| Laranja                      | 80                          | 21                         | 10                  | 10                 | 8.000                     |
| Mamão                        | 80                          | 19                         | 4                   | 4                  | 20.000                    |
| Mandioca                     | 100                         | 15                         | 10                  | 10                 | 10.000                    |
| Manga                        | 300                         | 72                         | 20                  | 20                 | 15.000                    |
| Milho (em grão)              | 1.200                       | 336                        | 3.000               | 3.000              | 400                       |
| Sisal ou agave               | 2                           | 1                          | 5                   | 5                  | 400                       |
| Tomate                       | 300                         | 75                         | 10                  | 10                 | 30.000                    |

## Pecuária
A pecuária atua em função da bacia leiteira, que é uma atividade importante do município, herdada desde 1934, quando foi inaugurada a primeira usina de pausterização no município. Abaixo, criação pecuária.
| Rebanho                          | Efetivo (cabeças) |
| -------------------------------- | ----------------- |
| Bovino                           | 14.600            |
| Suíno                            | 1.390             |
| Eqüinos                          | 1.900             |
| Asininos (jumentos)              | 2.160             |
| Muares (mulas)                   | 570               |
| Ovinos                           | 2.660             |
| Galinhas                         | 6.830             |
| Galos, frangas, frangos e pintos | 260.100           |
| Codornas                         | 3.500             |
| Caprinos                         | 3.500             |
| Vacas ordenhadas                 | 3.088             |

| Gênero          | Produção           |
| --------------- | ------------------ |
| Leite de vaca   | 2.779 (mil litros) |
| Ovos de codorna | 22 (mil dúzias)    |
| Ovos de galinha | 39 (mil dúzias)    |
| Mel de abelha   | 850 (kg)           |